# Pietro Riccio
Pietro Riccio (Sedilo, 12 aprile 1921 – 14 novembre 1975) è stato un politico italiano.

## Biografia
Nato a Sedilo, si diploma a Cagliari in studi classici al Liceo Dettori per poi proseguire gli studi in Giurisprudenza all'Università di Cagliari.
Dopo la laurea apre uno studio a Oristano diventando uno dei più noti penalisti sardi. Nel 1966 viene eletto sindaco di Oristano, e dopo il termine del mandato fu eletto deputato nelle file della Democrazia Cristiana alle elezioni politiche in Italia del 1972.
Alla camera il suo impegno si rivolse principalmente a problematiche di natura giuridica, e fu inoltre fra i principali promotori dell'istituzione della Provincia di Oristano che fu proclamata nel 1974.
Il 14 novembre 1975, mentre rientrava da un comizio tenuto a Asuni, la sua macchina viene bloccata da una banda di malviventi e viene sequestrato. Nonostante il pagamento di 400 milioni di lire di riscatto non venne mai rilasciato. Il suo cadavere fu poi ritrovato nelle campagne di Austis il 2 dicembre 1997.